# Vista Alegre do Alto
Pour les articles homonymes, voir Vista Alegre.
Vista Alegre do Alto est une municipalité brésilienne de l'État de São Paulo et la Microrégion de Jaboticabal.